# Kryžopil
Kryžopil (ukrajinsky Крижопіль, rusky Крыжополь – Kryžopol) je sídlo městského typu ve Vinnycké oblasti na Ukrajině. K roku 2014 měl bezmála devět tisíc obyvatel.

## Poloha a doprava
Kryžopil leží na jihu Vinnycké oblasti; od Vinnycji je vzdálen přibližně 120 kilometrů jihovýchodně. Vede přes něj železniční trať Krasne – Oděsa.

## Dějiny
Kryžopil byl založen v roce 1866 v souvislosti se stavbou železnice. Sídlem městského typu je od roku 1938. Od roku 1923 do roku 2020 byl správním střediskem Kryžopilského rajónu, pak se stal součástí Tulčynského rajónu.